# Barong
Barong är en lejonlik figur i den balinesiska mytologin. Han är kung över andarna och Rangdas fiende. I barongdansen visas kampen mellan Barong och Rangda vilken symboliserar kampen mellan det onda och det goda.